# Hillsville
Hillsville är administrativ huvudort i Carroll County i Virginia. Vid 2010 års folkräkning hade Hillsville 2 681 invånare. Hillsville har varit huvudort i countyt sedan countyts grundande 1842 och den nuvarande domstolsbyggnaden byggdes 1998–1999.